# David Shoenberg

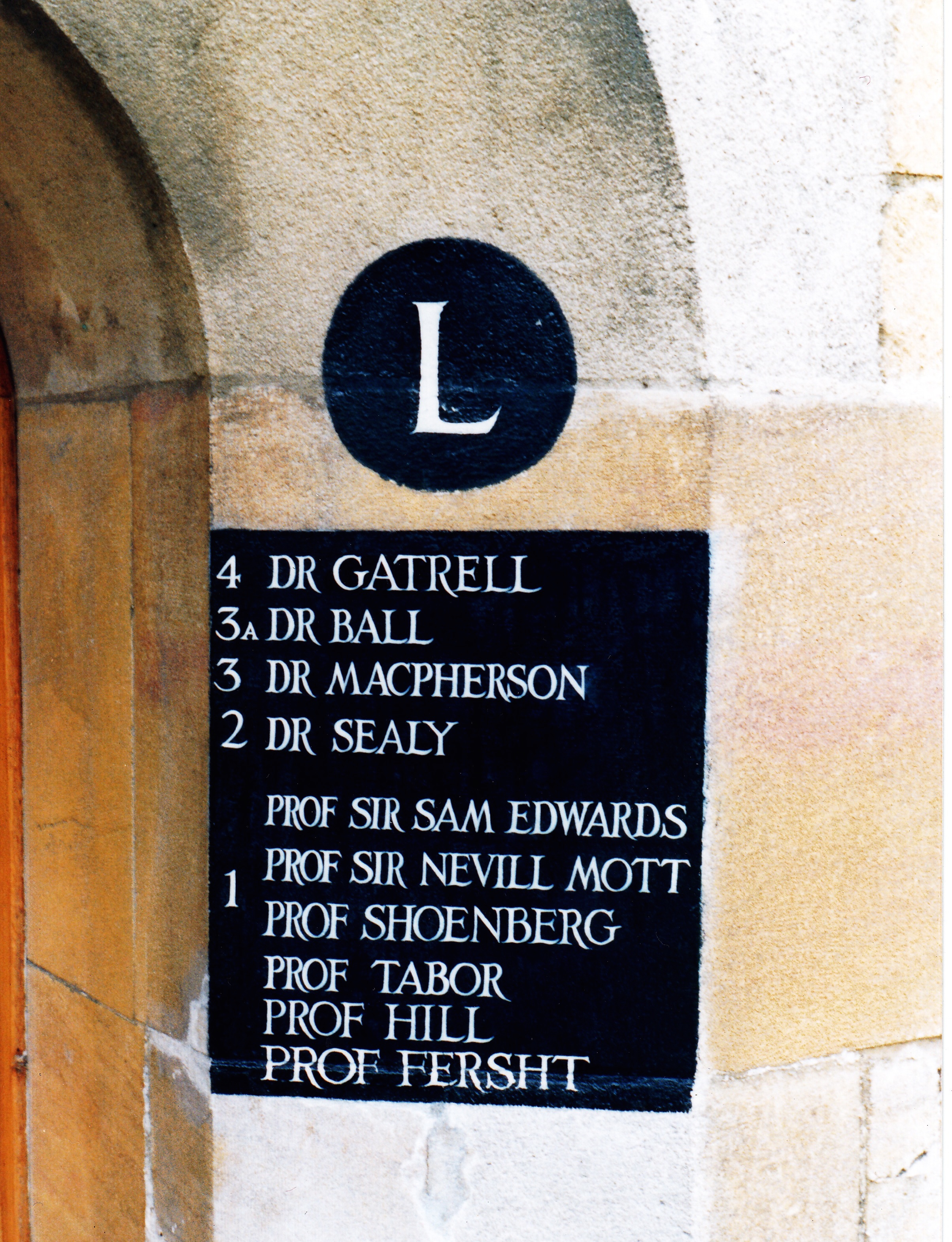
L'escalier L1 du Gonville and Caius College à Cambridge, photographié en 1994, menait au bureau de David Shoenberg.

David Shoenberg (4 janvier 1911 - 10 mars 2004) est un physicien britannique qui travaille en physique de la matière condensée. Shoenberg est connu pour avoir développé des principes expérimentaux et théoriques pour étudier l'Effet de Haas-Van Alphen pour caractériser la conduction électrique des métaux.

## Biographie
David Shoenberg est le quatrième des cinq enfants d'Isaac Shoenberg, ingénieur et pionnier de la radio et de la télévision, et d'Esther Aisenstein. Il est né à Saint-Pétersbourg, mais vient en Angleterre avec sa famille à l'âge de trois ans. Il fréquente la Latymer Upper School, d'où il obtient une bourse pour le Trinity College de Cambridge et y monte en octobre 1929. Il a l'intention d'étudier les mathématiques, mais après un an, il passe à la physique. Il continue en tant qu'étudiant de recherche, travaillant sur la physique des basses températures dans le nouveau laboratoire Mond , supervisé par Piotr Kapitsa,.
En août 1934, Kapitza se rend à une conférence à Moscou et rend visite à ses parents, mais n'est pas autorisé à partir. Il laisse Shoenberg plus ou moins seul. Lorsque le liquéfacteur d'hélium à moitié construit est terminé, Shoenberg choisit les deux sujets qui le suivent jusqu'à la fin de sa vie active, la supraconductivité et l'Effet de Haas-Van Alphen (dHvA) .
A son retour à Moscou, un nouveau laboratoire est construit pour Kapitza, auquel Shoenberg est invité en 1937. Il y passe un an, poursuivant ses travaux et faisant des progrès considérables dans la compréhension de la dHvA .
Pendant la Seconde Guerre mondiale, Shoenberg travaille sur la détection des mines et les fusibles à action retardée (pour lesquels il a été nommé MBE en 1944 ).
Pendant la majeure partie de sa carrière, Schoenberg fait de l'effet dHvA un outil puissant pour comprendre le comportement des électrons de conduction dans les métaux. Un hommage au travail et aux contributions de Shoenberg est publié par VM Pudalov de l'Institut de physique Lebedev en 2011 .

### Famille
À Cambridge, en mars 1940, David Shoenberg épouse Catherine (Kate) Félicité Fischmann. D'ascendance russe, elle est née belge et a pris la nationalité britannique avant son mariage. Elle est diplômée en physiologie de l'University College London et travaille à Cambridge sur la culture tissulaire, au Strangeways Research Laboratory et ailleurs. Les Shoenberg ont deux filles, Ann et Jane, et un fils Peter.
Kate est décédée à Cambridge en 2003, à l'âge de 97 ans. David est décédé à l'hôpital d'Addenbrooke le 10 mars 2004, des suites d'un accident vasculaire cérébral, et est incinéré à Cambridge le 18.
En 1964, il reçoit la Récompense du Fritz London Memorial Prize. En 1982, il devient membre honoraire international de l'Académie américaine des arts et des sciences  et reçoit la Médaille Hughes en 1995.